# Barrage Kainji
Le barrage Kainji est un barrage sur le fleuve Niger, dans l'ouest du Nigeria. La retenue créée, le lac Kainji, a une superficie de 1 300 km2. La construction du barrage a été réalisée par le groupe italien de génie-civil Impregilo SpA sur un projet des consultants conjoints, Balfour Beatty et Nedeco. Les travaux ont commencé en 1964 et se sont achevés en 1968. Le coût global a été estimé à 209 millions US$ (soit environ 1,4 milliard US$ valeur 2021), dont un quart a été utilisé pour réinstaller les personnes déplacées par la construction du barrage et son réservoir, le lac Kainji,
Le barrage Kainji mesure plus de 10 km si l'on compte la grande digue de terre mais la section centrale, construite en béton et qui abrite l'usine hydroélectrique, mesure 548 mètres de long pour une hauteur de 65 mètres. Prévu pour accueillir 12 turbines pour une puissance de 960 mégawatts grâce à 12 turbines, seulement 8 turbines furent installées pour une puissance total de 760 mégawatts. Le barrage fournit une grande partie de l'électricité du Nigeria mais également aux pays voisins du Niger et du Bénin. Mais les sécheresses occasionnelles ont rendu difficile les prévisions du débit du Niger et donc la production électrique du barrage.
Une écluse simple permet le passage de bateaux de 49 mètres.
Le lac artificiel créé, le lac Kainji, mesure 135 km de long et 30 dans sa plus grande largeur. Il se partage entre l'État de Niger et l'État de Kebbi, 2 états nigérians. Sa création a entrainé le déplacement de 55 000 personnes.

## Sources
- (en) Cet article est partiellement ou en totalité issu de l’article de Wikipédia en anglais intitulé « Kainji Dam » (voir la liste des auteurs).
- Kainji (barrage) sur l'Encyclopédie Universalis